# Alfa Romeo RM
De Alfa Romeo RM is een model van Alfa Romeo dat werd gebouwd tussen 1923 en 1925.
De RM was een kleinere en goedkopere versie van de Alfa Romeo RL en was net als de RL ontworpen door Giuseppe Merosi. De RM werd voor het eerst voorgesteld op het autosalon van Parijs in 1923. De motor van de RL werd een 1944 cc viercilindermotor met een maximaal vermogen van 40 pk in de Normale versie en 44 pk in de Sport versie. Voor de Unificato werd de cilinderinhoud vergroot tot 1996 cc, wat het vermogen op 48 pk bracht. De RM haalde een topsnelheid van ongeveer 90 km/u. Het koetswerk van de RM Sport kwam van Zagato.